# Urinbeutel
Ein Urinbeutel ist ein Sammelbehälter für Urin. Er wird an einen Katheter angeschlossen, der den Urin aus der Harnblase ableitet. Je nach Anforderungen werden unterschiedliche Arten und Größen angeboten.

## Arten von Urinbeuteln

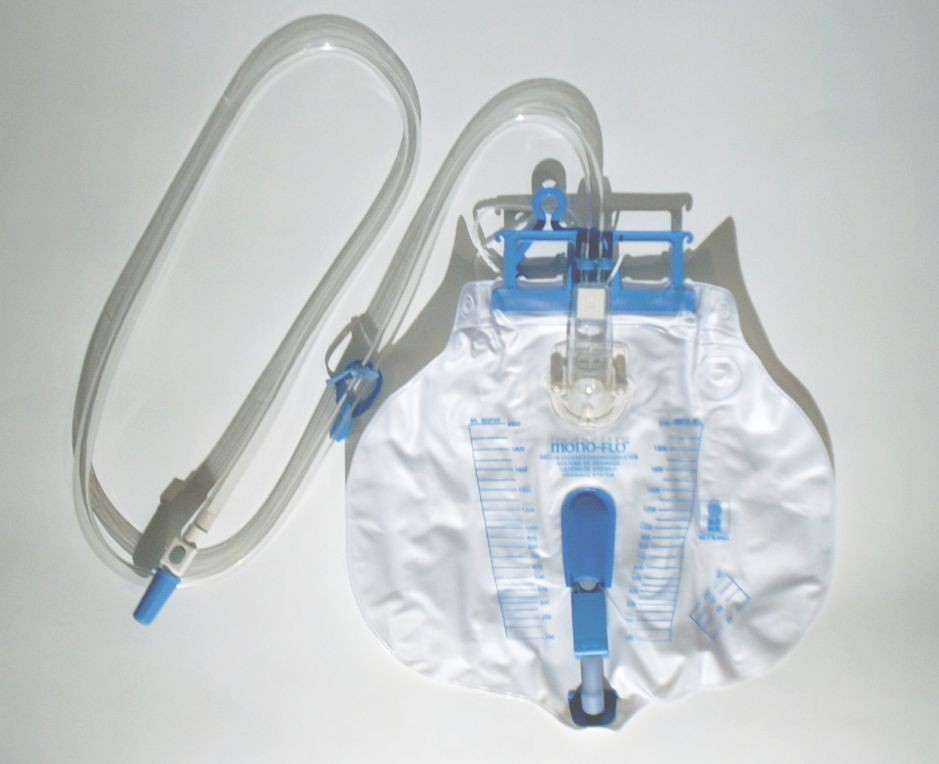
Bettbeutel zur Langzeitversorgung

Die Urinbeutel werden in unterschiedlichen Größen und Bauarten angeboten, damit sie den verschiedenen Ansprüchen des Anwenders gerecht werden. Ebenso werden spezielle Urinbeutel für Kinder angeboten.

### Beinbeutel
Beinbeutel werden in Verbindung mit einem Dauerkatheter oder einem Kondomurinal verwendet und von mobilen Patienten zur Tagesversorgung verwendet. Je nach Tragedauer und Anwendungsart werden unterschiedliche Ausführungen angeboten. Für die Kurzzeitanwendung bis 24 Stunden werden Beinbeutel ohne Vliesbeschichtung verwendet, während für längere Tragezeiten bis zu drei Tagen die Beinbeutel mit einer Vliesbeschichtung verwendet werden. Besondere Beinbeutel aus hochwertigen Materialien und mit einer Tropfkammer können auch bis zu 14 Tagen verwendet werden, bevor sie erneuert werden müssen. Speziell für Rollstuhlfahrer gibt es Beinbeutel, die an die Anatomie des sitzenden Patienten angepasst sind.
Die Beinbeutel haben mindestens ein Fassungsvermögen von 300 ml (Kinder) bzw. 500 ml (Erwachsene), bestehen aus einem hautfreundlichen Material, der Verbindungsschlauch mit Konus ist passend für Dauerkatheter und Kondom-Urinale. Das Ablaufventil sollte leicht zu bedienen sein, ebenso soll eine Maßeinteilung in ml zur Kontrolle der abgegebenen Urinmenge am Beutel vorhanden sein. Für die Beinbeutel sollte ein hautfreundliches latexfreies Material verwendet worden sein.

### Bettbeutel
Bett- bzw. Nachtbeutel mit Tropfkammer werden in Verbindung mit einem Dauerkatheter oder einem Kondom-Urinal verwendet. Da bei einem Bettbeutel mit Tropfkammer das Risiko einer Infektion sehr gering ist, können diese Bettbeutel bis zu 14 Tage verwendet werden. Die unsterilen Bettbeutel werden überwiegend zusammen mit Kondom-Urinalen verwendet, da hierbei keine sterilen Bettbeutel zwingend notwendig sind.
Die Bettbeutel haben ein Fassungsvermögen von mindestens 1500 ml, der Verbindungsschlauch mit Konus ist passend für Dauerkatheter und Kondom-Urinale. Am Bettbeutel sollen sich Aufhänge- bzw. Fixiervorrichtungen (Ösen, Löcher, o. ä.) befinden, das Ablaufventil sollte leicht zu bedienen sein, ebenso soll eine Maßeinteilung in cm³ oder ml zur Kontrolle der abgegebenen Urinmenge am Beutel vorhanden sein.

### Hüftbeutel
Die Urinbeutel in Form von Hüftbeuteln (z. B. Belly Bag®) sind ein relativ neues Hilfsmittel und werden in Verbindung mit einem Dauerkatheter verwendet. Die neuartige Konstruktion ermöglicht es dem Träger, den Beutel mit einem speziellen Gurt direkt auf Höhe der Blase an der Hüfte zu tragen. Dadurch ist eine sehr diskrete Versorgung möglich, da der Katheterträger im Sommer auch eine kurze Hose tragen kann, ohne dass der Urinbeutel sichtbar ist. Die Hüftbeutel werden steril verpackt geliefert und können bis zu 14 Tage getragen werden. Zur Nachtversorgung kann am Ablassventil ein Bettbeutel mithilfe eines Adapters angeschlossen werden, so dass der Katheter nicht vom Hüftbeutel getrennt werden muss.
Die Hüftbeutel haben ein Fassungsvermögen von mindestens 750 ml, das Antirefluxventil mit Kegel zum Anschluss des Dauerkatheters verhindert ein Zurückfließen des Urins in die Blase. Das Ablaufventil sollte leicht zu bedienen sein, ebenso soll eine Maßeinteilung in cm³ oder ml zur Kontrolle der abgegebenen Urinmenge am Beutel vorhanden sein. Für die Hüftbeutel sollte ein hautfreundliches latexfreies Material verwendet worden sein.
Die Hüftbeutel sind nicht für Männer geeignet, die einen transurethralen Dauerkatheter (Verlauf durch die Harnröhre) benutzen.

## Anwendung
Urinbeutel verschiedenster Bauart werden fast ausschließlich zusammen mit Kondom-Urinalen oder mit Dauerkathetern verwendet, die sowohl transurethral als auch suprapubisch gelegt werden. In bestimmten Fällen werden Urinbeutel an Einmalkathetern, die im Rahmen des intermittierenden Katheterismus, bei Harnverhaltung oder zur Diagnostik (z. B. Restharnbestimmung) gesetzt wurden, angeschlossen.
Urinbeutel zur Langzeitversorgung (geschlossene Systeme), beispielsweise zur Versorgung harninkontinenter Patienten, dürfen während ihrer ganzen Anwendungszeit nicht vom Katheter getrennt werden, auch nicht zum Baden des Patienten oder zur Entnahme von frischen Urinproben. Um solche Urinproben zu entnehmen, verfügen diese Systeme am Anschluss zum Katheter über einen eigenen Port.
Generell werden immer sterile Urinbeutel verwendet, um die Keimbesiedelung bei der Verwendung zusammen mit Kathetern zu verhindern. Die einzige Ausnahme hiervon besteht bei der Verwendung zusammen mit Kondom-Urinalen, hier ist die Verwendung von sterilen Urinbeuteln nicht zwingend notwendig.

## Entsorgung
Gebrauchte Urinbeutel gelten als kontaminierte Abfälle. Die Entsorgung der entleerten Beutel erfolgt über den Hausmüll. Die Beutel werden vor dem Abwurf in den Hausmüllsammelbehälter in einen kleinen Müllbeutel gegeben und verschlossen.